# Julieta Aranda
Pour les articles homonymes, voir Aranda.
Julieta Aranda, née en 1975 à Mexico, Mexique, est une artiste conceptuelle qui vit et travaille à Berlin et à New York. Ses œuvres explorent principalement l'installation, la vidéo, et la presse écrite, avec un intérêt particulier pour la création, la manipulation des échanges artistiques et la subversion des notions traditionnelles du commerce à travers la création artistique.

## Biographie
Elle est née en 1975 à Mexico. En 2001, elle obtient un Bachelor à la School of Visual Arts, New York. Elle devient membre de The Generals en 2005, un nouveau comité consultatif d'art à New York. Elle est titulaire d'un Master of Fine Arts, obtenu en 2006 à l'école d'arts de l'Université de Columbia, à New York. En 2006, elle est en résidence à la Fondazione Pistoletto, à Biella, Italie. En 2008, c'est au Couvent des Récollets de Paris qu'elle entre en résidence.

## Travail et œuvres
Le travail  de Julieta Aranda se caractérise par la lutte pour apercevoir des concepts insaisissables tels que le temps, la circulation et l'imagination. Ses installations et ses projets temporaires examinent souvent les interactions sociales et le rôle que la circulation des objets joue dans les cycles de production et de consommation. Ils sont intrinsèquement spécifiques au site. Une grande partie de son travail reprend le concept de temps, parfois pour considérer des notions alternatives de l'expérience temporelle, et d'autres fois pour aborder l'arbitraire du temps et la liberté du temps.
Dans You had no ninth of May! (2006), Julieta Aranda aborde l'artificialité de la construction du temps à travers le cas de Kiribati, un archipel du Pacifique qui, en 1995, change la position de la ligne de changement de date. À travers une série de pièces d'installation qui cartographient conceptuellement la ligne de changement de date à Kiribati, l'artiste explore le temps officiellement attribué et remet en question des concepts tels que « aujourd'hui » ou « demain »,.
Le travail de Julieta Aranda en 2007, There has been a miscalculation, est une expérience sur le fonctionnement du temps. Cette œuvre consiste en un cube en plexiglas transparent contenant une centaine de romans de science-fiction avec un scénario se déroulant avant 2007 (l'année de la création de l'œuvre), qui ont été déchiquetés, presque pulvérisés. Il contient également un compresseur d'air informatisé caché qui souffle de façon inattendue et violente la poussière à des intervalles aléatoires, rappelant une tempête de sable soudaine. De cette façon, le travail de Julieta Aranda fait circuler et tourbillonner sans cesse des livres dans un cube vide, les laissant sans cesse suspendus dans un futur passé.
Intervals en 2009, est une installation au musée Solomon R. Guggenheim, Julieta Aranda  explore et inverse la notion de temps comme une désignation linéaire strictement assignée marquée par des horloges et des calendriers. Dans cette exposition, toutes les œuvres décrivent partiellement, selon les mots de l'artiste « un sens du passage du temps en fonction de l'expérience subjective, plutôt que de souscrire à un système de mesure strict qui attribue une durée fixe à un événement donné ». Chaque pièce capture le passage du temps, abordant ce que l'artiste conçoit comme une « formation de sujet » et l'affirmation de sa domination sur son propre temps comme condition de l'individualisme.

## E-Flux
Julieta Aranda collabore projet e-flux (en)  depuis 2003, qui est une plate-forme d'édition, d'archives, un projet d'artiste, une plate-forme de conservation et une entreprise culturelle fondée par Anton Vidokle (en) en 1998. Julieta Aranda est contributrice et rédactrice en chef de la revue e-flux. Elle produit avec Anton Vidokle, plusieurs projets artistiques qui explorent des modèles inhabituels pour la circulation et la distribution de l'art.
E-flux video rental (EVR) , installation conçue en 2004, comprend un magasin de location de vidéos VHS gratuit, une salle de projection publique et des archives. Sa collection est sélectionnée en collaboration avec un grand groupe de conservateurs internationaux et se compose de plus de cinq cents films d'art et œuvres vidéo mis gratuitement à la disposition du public. Le projet a été initialement présenté dans une vitrine à New York, puis dans divers endroits à travers le monde, avec un inventaire de vidéos en constante augmentation. Après sept ans en tant que projet itinérant, EVR a été donné à la Moderna Galerija de Ljubljana en 2011 pour son exposition permanente, qui est une reconstruction de la vitrine d'origine du 53 Ludlow Street, New York. En tant que magasin de location de vidéos entrant dans une collection de musée, EVR préservera et mettra à disposition pour une étude future non seulement les vidéos qui la composent, mais également la forme sociale des magasins de location de vidéos et la technologie qui l'a rendue possible à l'origine.
En 2007, Pawnshop est un projet e-flux des artistes Liz Linden, Julieta Aranda et Anton Vidokle. À la fois une exposition et une œuvre d'art en soi, ce projet est à l'origine situé dans la boutique e-flux du 53, rue Ludlow à New York. Les artistes invités à participer au projet dépose une œuvre qu'ils mettent en gage. Au bout de trente jours, les œuvres qui n'ont pas été récupérées par les artistes sont mises en vente.

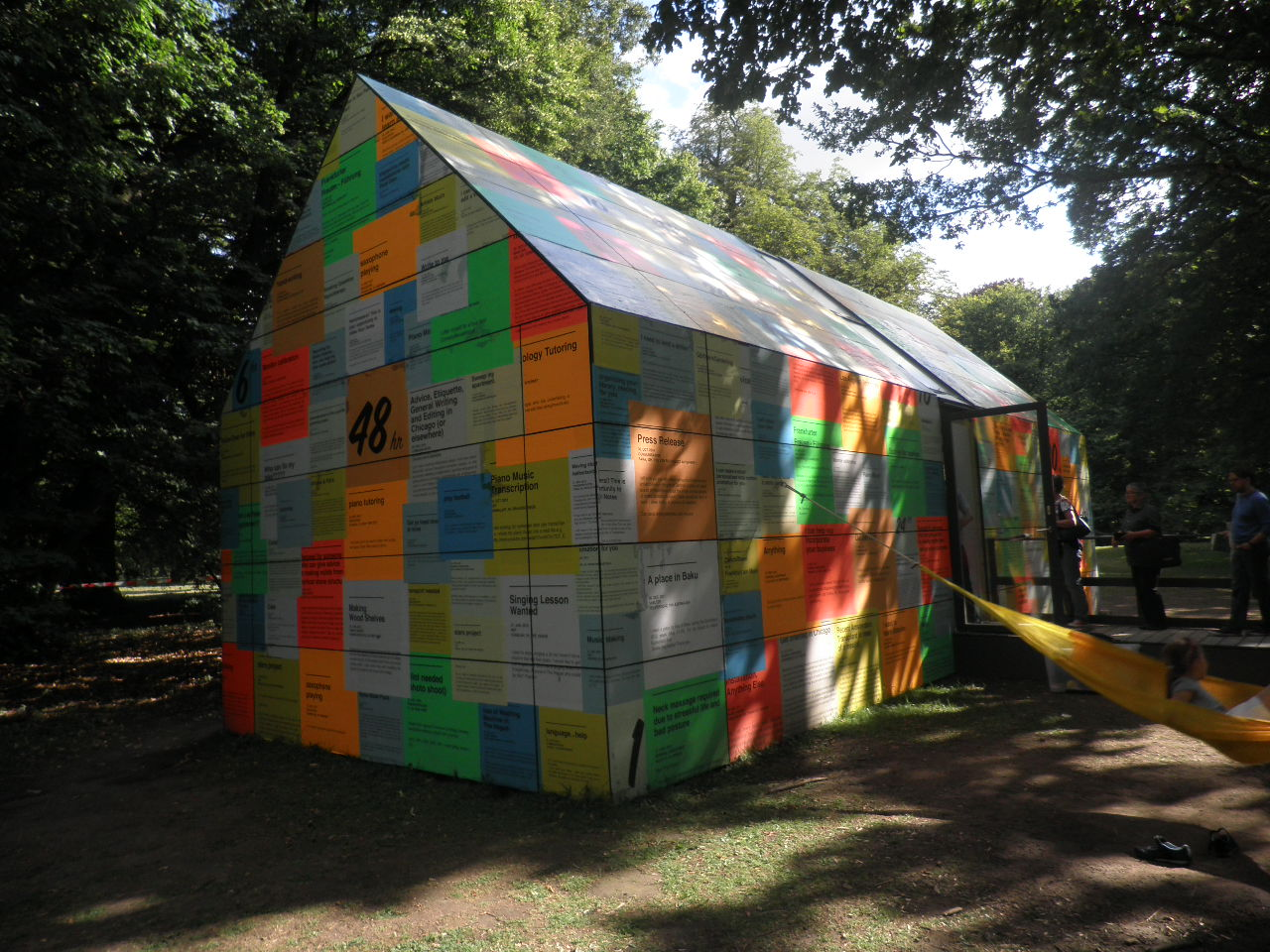
Time Bank. e-flux Julieta Aranda (Mexico City 1975) & Anton Vidokle (Moscow 1965). Karlsaue Park, Cassel.

Plateforme en ligne lancée par Julieta Aranda et Anton Vidokle, Time / Bank part du principe que tout le monde dans le domaine de la culture a quelque chose à apporter et qu'il est possible de développer et de soutenir une économie alternative en connectant les besoins existants avec des ressources non reconnues. Sur le plan pratique, c'est une plate-forme où les artistes, les conservateurs, les écrivains et d'autres personnes sur le terrain peuvent échanger du temps et des compétences - s'entraider pour faire avancer les choses sans utiliser d'argent. Idéalement, Time / Bank peut devenir un endroit où certains types d'actions et d'idées, qui semblent n'avoir aucune valeur dans notre société axée sur le marché, peuvent acquérir une valeur,.
SUPERCOMMUNITY (en) est un projet éditorial de la revue e-flux (en) commandé pour la 56e Biennale de Venise, qui s'est déroulée de mai à août 2015. Julieta Aranda, Anton Vidokle et Brian Kuan Wood participe à ce projet. Il qui aborde la revue e-flux et son lectorat en tant que « super-communauté » et présente une écriture quotidienne qui adopte souvent la forme de poésie, de fiction courte ou de scénario. Il présente des contributions de près d'une centaine d'auteurs tels que des anthropologues, des artistes, des philosophes, des poètes, des théoriciens et des écrivains.

## Expositions individuelles (sélection)
- Present Future, Galerie Michael Janssen, Artissima, Turin, 2007
- Publick Occurrences Both Forreign and Domestick, Galerie Michael Janssen, Berlin, 2008
- There has been a miscalculation, Galerie Michael Janssen, Volta Art Fair, Bâle, 2008
- Intervals, Guggenheim Museum, New York, 2009
- ….and all I got was this lousy T-shirt, Art in General, New York, 2009
- All the Memory of the world (we can remember it for you), New Museum, New York, 2010
- Arts & Leisure, Performa, New York City, 2011
- I wanted to give it to someone else, MACRO, Rome, 2012
- If a body meet a body, Museo Villa Croce, Gênes 2013
- Video Art at Midnight No. 56,Babylon Kino, Berlin, 2014